# Npgsql
是一个为开源数据库PostgreSQL提供.NET Framework平台下数据驱动服务的库函数程序集(.NET Data Provider).它允许用户在.NET Framework平台下建立用于访问PostgreSQL数据库的应用程序.Npgsql是100%用C#语言来实现的，于2006年10月8日发布了1.0正式版，可以稳定地支持PostgreSQL 7.x或8.x版本。